# Препродаване и преместване в Тексас
Препродаване и преместване в Тексас (на английски: Texas Flip and Move) е американско реалити-предаване, което се излъчва в България по Травъл ченъл.

## Сюжет
Предаването показва дейността на професионални реставратори на домове, които купуват по-стари къщи, като ги преместват на ново място, за да се опитат да ги препродадат с някаква печалба на територията на американския щат Тексас.
Въпреки това, за разлика от „Property Brothers“ или други подобни предавания, предаването има обрат: в търга се продават само къщите (но не и земята под тях). Продавачите могат да огледат дома отвън, но трябва да поемат разходите за преместване на къщата от местоположението и до мястото за ремонт (друго съоръжение, където къщите се ремонтират и след това се продават на търг на купувачи, които искат дадената къща да се преместят във вече съществуващ имот. Понастоящем работилницата е разположена между Форт Уърт и Декатур.

## Ролите
- Коди и Сузи Слей („Младите“) (Сезони 1 – 3)
- Кейси Хестър и Катрина Кид (сезон 4-настояще)

От сезон 1 до сезон 3 Кейси бе братовчед на Коди и премести къщи за младите оръдия. От сезон 3 той се движи и обръща къщата с Младите в сезон 3 и с Катрина от сезон 4.
- Дона Сноу Ландърс и Тони Сноу Барксдейл („Снежните сестри“) (сезон 1-настояще)
- „Момичетата на Гари“ (сезон 4-настояще)

Гари Сноу е брат на Дона и Тони; Четирите му дъщери (племенниците на Дона и Тони) бяха включени в сезон 3, където те и „Снежните сестри“ ремонтираха контейнер.
- Ранди Мартин („Самотникът“) (Сезон 1-настояще)
- Майърс Джаксън (продаващият търг) (сезон 1-настояще)
- Х. Д. „Татко“ Сноу (случайни изяви)

Татко Сноу е бащата на Дона, Гари и Тони и дядото на четирите дъщери на Гари. През 80-те си той все още е активен в бизнеса, движещ се вкъщи. Той наследи компания, създадена от баща му C.A. Сноу.

## Излъчване в САЩ и България
| Season | Season | Епизоди | Излъчване в САЩ      | Излъчване в САЩ     | Излъчване в България | Излъчване в България |
| Season | Season | Епизоди | Сезонна премиера     | Финал на сезона     | Сезонна премиера     | Финал на сезона      |
| ------ | ------ | ------- | -------------------- | ------------------- | -------------------- | -------------------- |
|        | 1      | 9       | 11 ноември 2014 г.   | 6 март 2015 г.      | не са въведени данни | не са въведени данни |
|        | 2      | 13      | 18 септември 2015 г. | 11 декември 2015 г. | не са въведени данни | не са въведени данни |
|        | 3      | 13      | 8 януари 2016 г.     | 1 април 2016 г.     | не са въведени данни | не са въведени данни |
|        | 4      | 13      | 15 юли 2016 г.       | 7 октомври 2016 г.  | не са въведени данни | не са въведени данни |
|        | 5      | 13      | 25 ноември 2016 г.   | 3 март 2017 г.      | не са въведени данни | не са въведени данни |
|        | 6      | 13      | 7 април 2017 година  | настояще            | не са въведени данни | не са въведени данни |